# Éditions L'Âge d'Homme
L'Âge d'Homme é uma editora suíça fundada na cidade de Lausanne em 1966 por Vladimir Dimitrijevic.

## Histórico
Inicialmente conhecida pela difusão de autores eslavos graças à sua coleção Clássicos Eslavos, a Editora L'Âge d'Homme diversifica sua linha editorial com o passar do tempo, publicando revistas, trabalhos universitários, obras de ficção e inúmeros autores suíços como Henri-Frédéric Amiel, Étienne Barilier, Gaston Cherpillod, Charles-Albert Cingria, Georges Haldas, Charles-Ferdinand Ramuz, Léon Savary, ou franceses, como Pierre Gripari e Alain Paucard.
Dos anos 1960 a 1980, L'Âge d'Homme foi uma das principais editoras francófonas de escritores dissidentes soviéticos, como Alexandre Zinoviev.
Durante as guerras civis na Iugoslávia, a Editora publica inúmeras obras sustentando a Sérvia.
L'Âge d'Homme publica numerosos ensaios consagrados a temas políticos, históricos, culturais ou filosóficos de autores como Alain de Benoist, Pierre Marie Gallois, Éric Werner, Ibn Warraq ou Alexandre Del Valle. E também diversos volumes de Octave Mirbeau: três tomos de sua Correspondência Geral, seus Combates Literários, L'Abbé Jules e Sébastien Roch, assim como o monumental Dicionário Octave Mirbeau. Publicou igualmente autores anarquistas como Max Stirner (O único e sua propriedade, Dossier H), Noël Godin (Antologia da subversão carabina), dossiês Dada, e uma coleção e uma revista dedicada ao surrealismo, sob a direção de Henri Béhar.
A editora igualmente se engajou na defesa dos poetas da Bélgica, como Lucien Noullez, e da Suíça, como Ferenc Rákóczy, Monique Laederach ou Pierrette Micheloud.
Em 2011, a editora contava com cerca de 4.500 títulos em seu catálogo.

## Coleções
- Biblioteca Mélusine.
- Cadernos de vanguardas.
- Arquipélago eslavo.
- Dossier H (dedicado a Georges Haldas).
- Os grandes poemas do mundo.
- Grandes Espiritualistas Ortodoxos do Século XX (dirigida por Jean-Claude Larchet).
- Mensagens.
- Poche suisse (dirigida por Jean-Michel Olivier).
- Le rameau d'or.
- Sophia.
- Symbolon.